# Rosana Farias Singer
Rosana Farias Singer (1972) es una bióloga, botánica, taxónoma, curadora, etnobotánica, y profesora brasileña.

## Biografía
En 1993, obtuvo una licenciatura en ciencias biológicas por la Universidad Federal de Mato Grosso del Sud; la maestría en botánica (área de concentración taxonomía vegetal) supervisada por la Dra. Carolyn Elinore Barnes Proença (1956), y defendiendo la tesis:  Fitogeografia dos gêneros Jacaranda Juss. e Tabebuia Gomes ex DC. no bioma Cerrado por la Universidad de Brasilia (2000). Y por la Universidad Estatal de Campinas, el doctorado, en 2007. Tanto la maestría como el doctorado fueron financiados con una beca de Coordinación de Capacitación de Personal de Nivel Superior, CAPES, Brasil.
Realizó un posdoctorado júnior (CNPq) en el Departamento de Genética de la Universidad Federal de Río Grande del Sur (UFRGS) con el Proyecto Filogenia del Jacarandá. Tiene experiencia en botánica, con énfasis en sistemática vegetal, trabajando en las áreas de sistemática, morfología y anatomía vegetal. Actualmente trabaja en la Fundación Zoobotánica RS, en la sección Colecciones del Jardín Botánico de Porto Alegre. Es profesora de las universidades Federal de Pelotas, Federal de Río Grande del Sur, y de Brasilia.

## Algunas publicaciones
- PROENCA, C. E. B. ; FARIAS-SINGER, R. 2008. Uma nova espécies de Tabebuia para o bioma Cerrado, Brasil. Heringeriana 2: 81-84

- PROENCA, C. E. B. ; FARIAS-SINGER, R. ; GOMES, B. M. 2007. Pleonotoma orientalis (Bignoniaceae - Bignonieae): expanded description, distribution and a new variety of a poorly known species. Edinburgh Journal of Botany 64: 17-23

- SINGER , R. B. ; BREIER, T. B. ; FLACH, A. ; FARIAS-SINGER, R. 2007. The pollination Mechanism of Habenaria pleiophylla Hoehne & Schltr. (Orchidaceae: Orchidinae). Functional ecosystems & communities 1: 10-14

- FARIAS-SINGER, R. ; SINGER , R. B. 2007. O gênero Digomphia (Bignoniaceae) no Brasil: caracterização morfológica. Revista Brasileira de Biociências (impreso) 5: 423-425

- FARIAS-SINGER, R. ; PROENCA, C. E. B. 2003. Jacaranda decurrens subsp. symmetrifoliolata Farias & Proença (Bignoniaceae), novo táxón para o bioma Cerrado. Bradea (Rio de Janeiro) IX (2): 5-10

### Libros
- GUTERRES, M. G. ; MARMONTEL, M. ; AYUB, D. M. ; FARIAS-SINGER, R. ; SINGER , R. B. 2008.  Anatomia e Morfologia de Plantas Aquáticas da Amazônia Utilizadas como Potencial Alimento por Peixe-boi Amazônico. Belém: Instituto de Desenvolvimento Sustentável Mamirauá IDSM, 187 pp. il. color[7]

- FARIAS-SINGER, R. ; ALVES, E. R. ; MARTINS, R. C. ; BARBOZA, M. A. ; GODOY, R. Z. ; SILVA, J. B. ; RODRIGUES-SILVA, R. 2003. Caminhando pelo Cerrado: plantas herbáceo-arbustivas: caracteres vegetativos e organolépticos. Brasília: Editora da Universidade de Brasília, 94 pp.

#### Capítulos de libros publicados
- PROENCA, C. E. B. ; SOARES-SILVA, L. H. ; RIVERA, V. L. ; SIMON, M. F. ; OLIVEIRA, R. C. ; SANTOS, I. A. ; BATISTA, J. A. N. ; MIRANDA, Z. J. G. ; CARDOSO, C. F. R. ; BARBOZA, M. A. ; BIANCHETTI, L. B. ; FARIAS-SINGER, R. et al. 2010. Regionalização, centros de endemismos e conservação com base em espécies de angiospermas indicadoras da biodiversidade do Cerrado brasileiro. En: Ivone R. Diniz, Jader Marinho Filho, Ricardo B. Machado & Roberto (orgs.) Cerrado: conhecimento científico quantitativo como subsidio para as ações de conservação. Brasília: Thesaurus, p. 89-148

- PROENCA, C. E. B. ; SAMPAIO, A. B. ; SOARES-SILVA, L. H. ; MILHOMENS, L. C. ; SIMON, M. F. ; SIMPSON JR., P. L. ; FARIAS, R. ; FARIAS-SINGER, R. 2002. Relatório de botânica. En: Moacir Bueno Arruda, Miguel von Behr (orgs.) Jalapão: expedição científica e conservacionista. Brasília: IBAMA, p. 21-28

### En Congresos
- SINGER , R. B. ; FARIAS-SINGER, R. 2009. Abelhas sem ferrão visitam gimnospermas neotropicais: o que podemos esperar disto?. En: 60.º Congresso Nacional de Botânica, Feira de Santana

En Libro de Resúmenes del IX Congresso Latinoamericano de Botánica, 2006, Santo Domingo
FARIAS-SINGER, R. ; SINGER , R. B. Una excursión Botánica a la Serra do Aracá (Brasil, Estado de Amazonas): un Tepui Brasileño. En: Congreso Latinoamericano de Botánica, Santo Domingo, p. 597-597
FARIAS-SINGER, R. ; SEMIR, J. ; GUERREIRO, S. M. C. Ontogenia do fruto de Digomphia, Jacaranda e Cybistax (Bignoniaceae)
- FARIAS-SINGER, R. ; SEMIR, J. ; GUERREIRO, S. M. C. 2005. Anatomia comparada do fruto de Jacaranda mimosifolia D.Don, Digomphia laurifolia Benth. E Cybistax antisyphilitica Mart. (Bignoniaceae). En: 56.º Congresso de Botânica, Curitiba.
- PROENCA, C. E. B. ; ASSIS, M. A. ; GOMES, B. M. ; FARIAS-SINGER, R. 2002. Flora do Distrito Federal, Brasil: Bignoniaceae. En: 53.º Congresso Nacional de Botânica, Recife. p. 316-316
- FARIAS-SINGER, R. ; PROENCA, C. E. B. 2001. Uma nova espécies de Jacaranda para o bioma Cerrado: Jacaranda pulchra R.Farias & C.Proença. En: 52.º Congresso Nacional de Botânica, João Pessoa

En 51.er Congresso Nacional de Botânica, 2000, Brasília
FARIAS-SINGER, R. ; PROENCA, C. E. B. Fitogeografia dos gêneros Jacaranda e Tabebuia no Bioma Cerrado
FARIAS-SINGER, R. ; PROENCA, C. E. B. Sinopse da Tribo Tecomeae para o bioma Cerrado

## Honores

### Revisora de ediciones
- 2013. Periódico: Rodriguesia
- 2009 - actual. Periódico: Acta Biológica Colombiana

### Membresías
- de la Sociedad Botánica del Brasil.[8][9]

#### de Cuerpo Editorial
- 2007 y continua. Periódico Acta Biológica Colombiana
- 2011 - actual. Periódico: Rodriguésia (online)
- 2011 - actual. Periódico: Rodriguésia (impreso)
- 2013 - actual. Periódico: Biotemas (UFSC)
- 2013 - actual. Periódico: Iheringia. Série Botânica
- La abreviatura «Farias» se emplea para indicar a Rosana Farias Singer como autoridad en la descripción y clasificación científica de los vegetales.[10]

- Portal:Biografías. Contenido relacionado con Botánica.
- Portal:Biología. Contenido relacionado con Taxonomía.